# Ramularia brunnea
Ramularia brunnea är en svampart som beskrevs av Peck 1878. Ramularia brunnea ingår i släktet Ramularia och familjen Mycosphaerellaceae.   Inga underarter finns listade i Catalogue of Life.